# Fukanzazengi

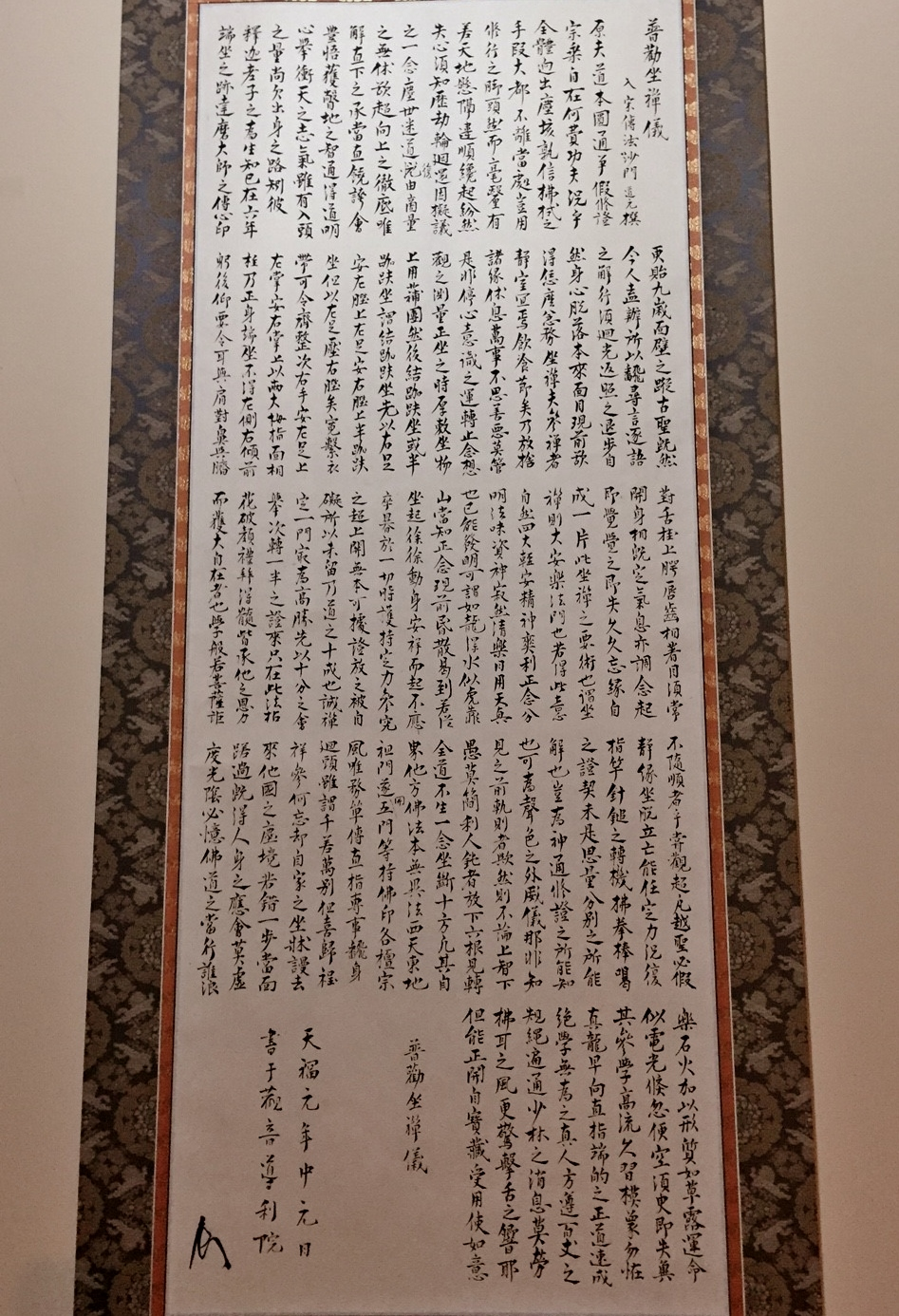
Reproduktion der Tenpuku-Version von Dogens Fukanzazengi, die ursprünglich im Jahr 1233 hergestellt wurde

Fukan zazengi (jap. 普勸坐禪儀; deutsch: Universelle Aufforderung zum Zazen) ist ein Essay zur Beschreibung und Förderung der Zazen-Praxis, das der japanische Zen-Meister Dōgen Zenji im 13. Jahrhundert schrieb. Das Fukanzazengi wurde zu einem Referenzleitfaden in der Sōtō-Schule. Das Datum seiner Abfassung ist unklar, und der Text hat sich im Laufe des Lebens des Autors erheblich weiterentwickelt. Er ist in klassischem Chinesisch geschrieben und nicht in klassischem Japanisch, das Dōgen für sein bekanntes Shōbōgenzō verwendete.
Es wird traditionell angenommen, dass es 1227 verfasst wurde, kurz nach Dōgens Rückkehr nach Japan von seinen Studienjahren in China. Dies beruht auf einer entsprechenden Aussage in seinem Essay Bendōwa aus dem Jahr 1231. Ein in der Neuzeit entdecktes Manuskript des Fukan zazengi, das von Dōgens eigener Hand verfasst wurde, endet jedoch mit einem Kolophon (abschließender Vermerk), das besagt, dass es im Jahr 1233 geschrieben wurde. Diese als Tenpuku-Manuskript bekannte Fassung weist ebenfalls einige wesentliche Unterschiede zu der bekannteren Version, der „Vulgata-Version“, auf. Die Vulgata-Fassung, die im Eihei Kōroku enthalten ist, ist wahrscheinlich noch später datiert. Carl Bielefeldt, ein Kenner des Werks von Dōgen, glaubt, dass sie nicht vor 1242 verfasst worden sein kann, da sie Ähnlichkeiten mit dem Shōbōgenzō-Buch Zazenshin aufweist, das in diesem Jahr verfasst wurde. Es gibt auch ein Shōbōgenzō-Buch mit dem Titel Zazengi, das irgendwann zwischen 1243 und 1246 verfasst wurde und offenbar Material aus dem Vulgata-Fukanzazengi entnommen hat, was darauf hindeutet, dass es nicht später verfasst worden sein kann. Ungeachtet des genauen Datums der ersten Abfassung ist klar, dass das Material zu Lebzeiten des Autors viele Bearbeitungsrunden durchlief.
Ein Großteil des Abschnitts, in dem die eigentliche Zazen-Praxis beschrieben wird, wurde aus dem Zuochan yi kopiert, einem Meditationshandbuch, das von Changlu Zongze im frühen 12. Jahrhundert verfasst wurde.

## Inhalt
Das Fukanzazengi wurde zu einem Referenzleitfaden in der Sōtō-Schule, und dieser kurze Text wird in den Klöstern täglich bei der Abendmeditation rezitiert. Es handelt sich um ein „Manifest über die Zazen-Praxis“, das die Sitzhaltung und den Geisteszustand „jenseits des Denkens“ (hishiryō), die bei der Zazen-Praxis einzunehmen sind, genau beschreibt. Auf diese Weise macht er die Praxis der Zen-Meditation einem breiten Publikum zugänglich.
Heinrich Dumoulin hat die Beschreibung der Sitz- und Geisteshaltung wie folgt übersetzt:
„Für die Übung des Zazen ist ein stilles Zimmer gut. Speise und Trank seien mäßig! Wirf alle Bindung von dir, laß alle Dinge ruhen! Denk nicht Gut und Böse, urteilt nicht über richtign und falsch! Halte den Lauf des Denkens, Wollens und des Bewußtsein an! Gib auf das Erwägen von Gedanken, Vorstellungen und Wahrnehmungen!“
Im Fukanzazengi geht es darum, zu verstehen, „inwiefern die konzentrierte Anstrengung des Menschen notwendig ist“, um zu erwachen, wenn „der Weg grundsätzlich vollkommen ist“ und „alles durchdringt“. Der Text enthält Ratschläge für die Zazen-Praxis, sowohl in Bezug auf die Sitzhaltung (Lotussitz oder Halblotussitz) als auch auf den Geisteszustand. Es finden sich die Begriffe Denken shiryō (思量?), Nicht-Denken (fushiryō (不思量?)) und Jenseits des Denkens (hishiryō), die auch im Kapitel Zazengi des Shobogenzo enthalten sind.